# Jindřich Klusák
Jindřich Klusák (7. července 1892 Stařeč – 13. listopadu 1967 Třebíč) byl za první světové války  příslušníkem československých legií na Rusi a po návratu do Československa zůstal jako voják z povolání v československé armádě. V roce 1938 byl povýšen do hodnosti podplukovníka a těsně před vypuknutím druhé světové války velel jednotkám budujícím opevnění v československém pohraničí. Za Protektorátu Čechy a Morava unikl 27. května 1942 zatčení gestapem a od té doby až do konce druhé světové války se skrýval v ilegalitě na různých místech. Do činné služby nastoupil po skončení druhé světové války od 10. května 1945 a v říjnu 1946 byl povýšen do hodnosti plukovníka. Vojenskou kariéru ukončil v roce 1950 ze zdravotních důvodů odchodem do výslužby. 
Jeho syn Milan Klusák byl československý diplomat, vysokoškolský pedagog a dlouholetý ministr kultury České socialistické republiky (ČSR). Ženou Milana Klusáka byla pedagožka, spisovatelka, překladatelka a ekonomka Zoe Klusáková-Svobodová, dcera prezidenta brigádního generála Ludvíka Svobody a jeho manželky Ireny Svobodové.

## Život

### Rodinné zázemí a studia
Jindřich Klusák se narodil 7. července 1892 ve Starči číslo 66 do rodiny čeledína Jana Klusáka a jeho manželky Marie Klusákové rozené Honsové. Po absolvování obecné školy ve Starči (do níž nastoupil v roce 1898) pokračoval ve středoškolskému studiu na gymnáziu v Třebíči, kde maturoval v roce 1912 a následně (v roce 1913) úspěšně prošel v Praze jednoročním abiturientským obchodně-dopravním kurzem při pražské obchodní akademii. Po skončení kurzu nastoupil jako tzv. jednoročák do Rakousko–uherské armády.  

### První světová válka
Během služby v Rakousko–uherské armádě vypukla (28. července 1914) první světová válka. Jindřich Klusák byl odvelen na východní frontu do Ruska, kde v hodnosti četaře 8. pěšího pluku padl 21. května 1915 v Opatově do nepřátelského zajetí. Přihlášku do řad příslušníků československých legií na Rusi si podal 1. září 1916 a v hodnosti vojína byl k 8. střeleckému pluku čs. legií v Rusku zařazen od 16. července 1917. Během bojů na Sibiři utrpěl lehké zranění a po absolvování důstojnické školy byl jmenován podporučíkem. V hodnosti nadporučíka 2. čs. střeleckého pluku Jiřího z Poděbrad ukončil svoji legionářskou karieru ke dni 22. dubna 1920. Do nově vzniklého Československa se vrátil 19. lodním transportem čs. legií na americkém zaoceánském parníku USAT Madawaska, který vyplul z přístavu ve Vladivostoku 12. března 1920 a do italského Terstu dorazil 16. dubna 1920.   

V čs. legiích na Rusi
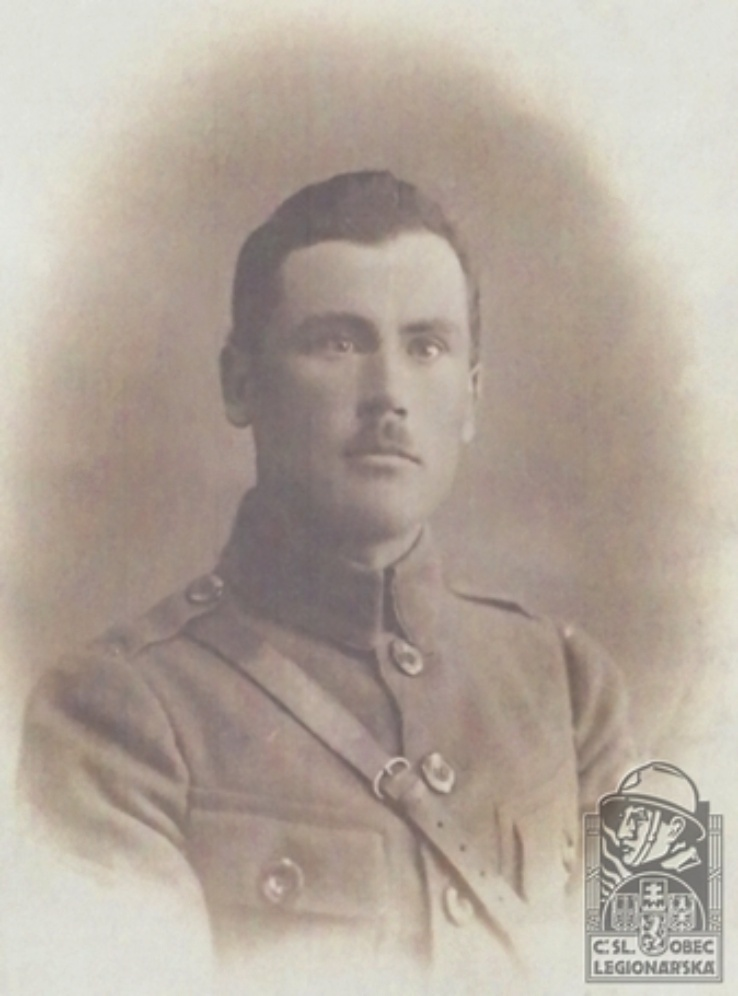
Jindřich Klusák v legionářské uniformě
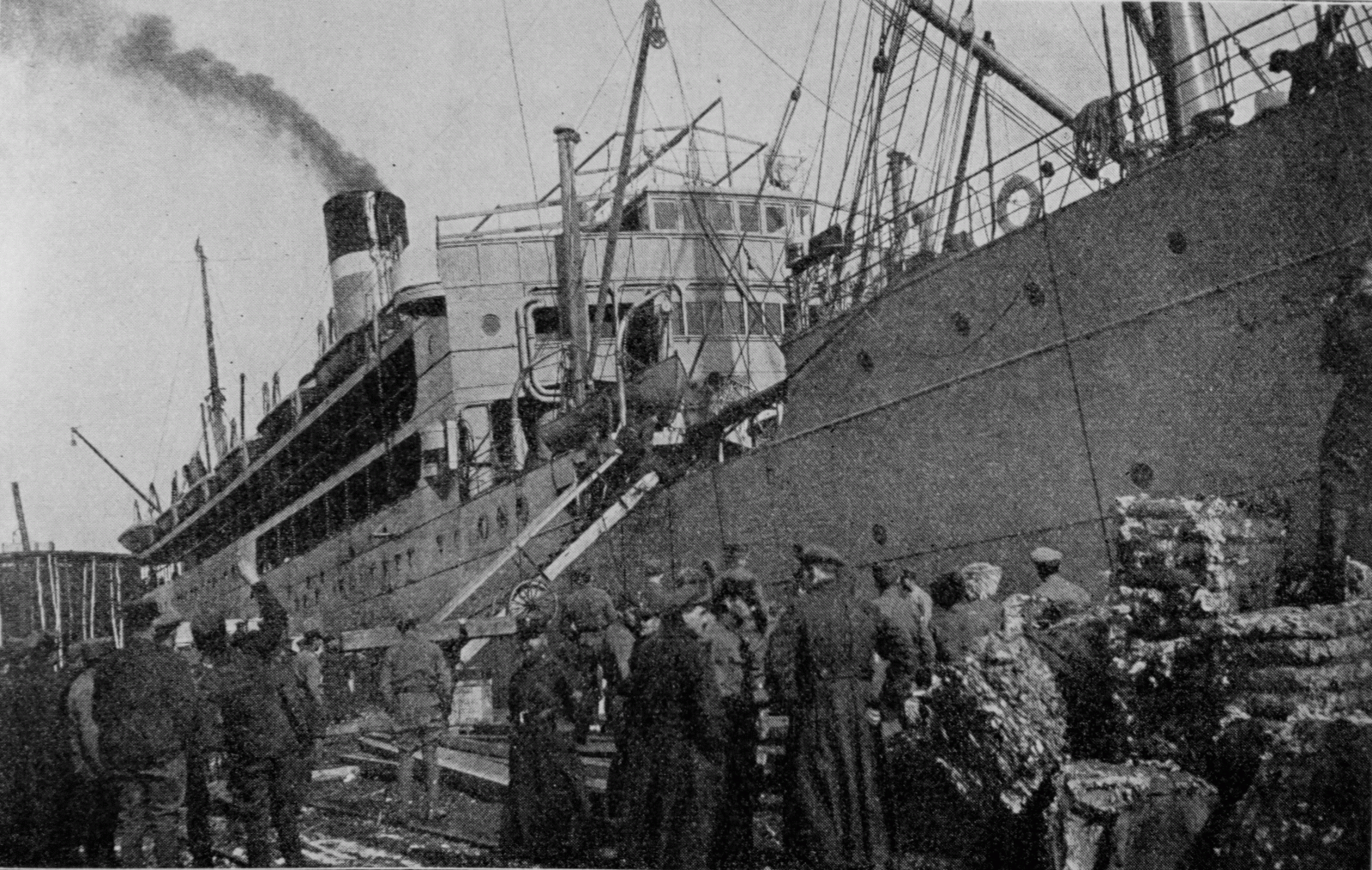
USAT Madawaska (rok 1920)

### Mezi světovými válkami
Po návratu do Československa se Jindřich Klusák rozhodl setrvat jako důstojník v nově se tvořící československé armádě. Jako voják z povolání vykonával různé vojenské funkce, byl překládán do různých posádek (Litoměřice, Cheb, Olomouc, Kroměříž, Opava a znovu Kroměříž), absolvoval řadu kvalifikačních kurzů a v roce 1937 dosáhl hodnosti podplukovníka. V posledních několika málo letech těsně před vypuknutím druhé světové války velel Jindřich Klusák jednotkám, jejichž úkolem bylo budovat československé hraniční opevnění.
V roce 1922 se Jindřich Klusák oženil s Marii Malou (* 1901) a mladá rodina nějaký čas bydlela u Mariiných rodičů (ve Starči číslo 11). Dne 8. června 1923 se manželům Klusákovým narodil syn Milan (1923–1992). Jejich druhorozený syn Oldřich Klusák se narodil v roce 1927 v Kroměříži.

### Mnichov, protektorát

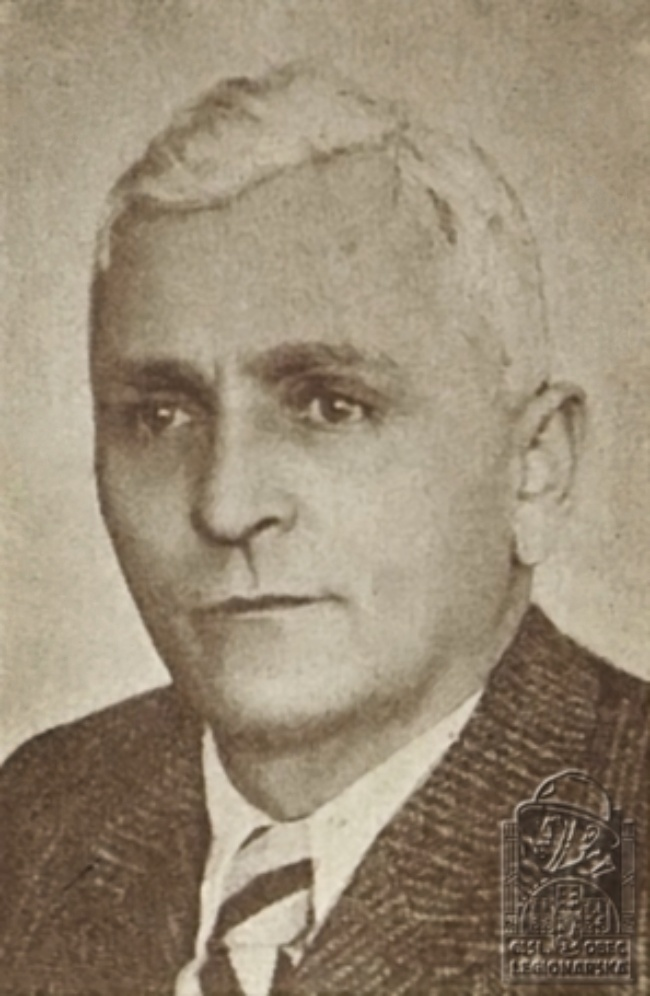
Antonín Rait (1891–1942)

Podepsání Mnichovské dohody (30. září 1938) a postoupení pohraničních území Československa Německu zastihl Jindřicha Klusáka a jeho rodinu v příhraniční slezské Opavě, kde výrazně převažovalo německé obyvatelstvo (zpracované nacistickou ideologií Henleinovy Sudetoněmecké strany). Místní němečtí Opavané přivítali připojení k nacistickému Německu trochu později a to dne 10. listopadu 1938 vypálením místní židovské synagogy. Opava se stala hlavním městem jednoho ze tří vládních obvodů v obsazených Sudetech.   
Rodina Klusákových se za dramatických okolností urychleně a vynuceně evakuovala z Opavy do Kroměříže, kde rodině nabídl dočasný azyl ve svém kroměříšském domě podplukovník Ludvík Svoboda. (S ním se Jindřich Klusák znal z dob, kdy byli oba příslušníky československých legií na Rusi.) Nebyl to ovšem jediný asylant v Kroměříži ve vile Ludvíka a Ireny Svobodových. Tím druhým byl také bývalý legionář Antonín Rait se svojí rodinou, který se tam ubytoval po odchodu z Užhorodu po vynucené evakuaci z Podkarpatské Rusi v roce 1938. Část vybavení bytu Klusákových zůstala v Opavě a tak rodina o tento majetek nenávratně přišla. Okupaci Čech a Moravy Němci a vyhlášení protektorátu (dne 15. března 1939) prožila rodina v Kroměříži. Tam podplukovníka Jindřicha Klusáka zastihlo (na závěr jeho vojenské kariéry) i rozpuštění československé armády (jaro a léto 1939). Jako většině demobilizovaných důstojníků i jemu bylo nabízeno náhradní zaměstnání (většinou v protektorátní správě). Jindřich Klusák požádal o předčasné penzionování ze zdravotních důvodů (trpěl silnou cukrovkou) a na nabízenou civilní pozici již nenastoupil.

### Druhá světová válka

#### Stěhování
V Kroměříži prožila rodina Klusákových téměř dvanáct měsíců a po skončení školního roku 1939 / 1940 se celá rodina přestěhovala (na přechodnou dobu) do rodného domu Marie Klusákové ve Starči na Horní ulici číslo 11. V tomto domě bydlel Mariin otec a její sestra Františka Malá (provdaná Pokorná) se svojí rodinou. V roce 1940 byla hotova Klusákovic rodinná vila v Třebíči (na Podklášteří) a celá rodina se tam ještě téhož roku přestěhovala.

#### Výsadek S1/R
V poslední třetině roku 1941 se Irena Svobodová v Kroměříži, její bratři mlynáři (Eduard Stratil mladší (1906–1942) v Uherském Brodě a Jaroslav Stratil (1910–1942) v Nezamyslicích) jakož i bývalý legionář Antonín Rait (1891–1942) zapojili do protiněmeckého odboje a to hlavně svojí pomocí výsadkářům ze čtyřčlenného parašutistického výsadku S1/R, který byl organizovaný Československou vojenskou misí v SSSR (ČsVM) a do protektorátu byl vysazen u Dřínova v noci z 9. na 10. září 1941. Výsadek svoje cíle nesplnil a v důsledku zrady dvou parašutistů z výsadku Aroš – Ferdinanda Čihánka a Rudolfa Mišutky) byli členové S1/R německým protiparašutistickým referátem odhaleni a postupně pozatýkáni (většina z nich již v začátku listopadu 1941). Prozrazeny, zatčeny a potrestány smrtí byly desítky osob, které se podílely na pomoci parašutistům z výsadku S1/R. Irena Svobodová se svojí dcerou Zoe se od listopadu 1941 až do května 1945 skrývaly na různých místech protektorátu a obě se dočkaly konce druhé světové války.  

#### Pronásledování
Do odbojových aktivit se Jindřich Klusák zřejmě nijak výrazněji nezapojoval. Jako bývalý vyšší důstojník čs. armády (podplukovník) byl nejspíše činný v ilegální vojenské organizaci Obrana národa, ale v jeho podrobném životopise o tom nejsou žádné konkrétní zmínky. Přesto na něj gestapo (jako na potenciálně německé Říši nebezpečnou osobu) nezapomnělo. Roli hrála jeho legionářská minulost a nejspíš i kontakty (a blízká vazba) na rodinu Ludvíka a Ireny Svobodových v Kroměříži. Během druhé heydrichiády dne 27. května 1942 měl být zatčen, ale jeho manželka Marie prohlásila, že Jindřich není doma a tak jí pro něj Němci předali „pouze“ předvolání k výslechu na služebnu do Jihlavy, kam se Jindřich Klusák následně dostavil. Při čekání na výslech ale přes dveře náhodou zaslechl, jak o něm úředníci hovoří již jako o vězni. Využil situace a nepozornosti úředníků gestapa a z budovy v Jihlavě nepozorovaně odešel. Gestapo jej pak opakovaně hledalo v Třebíči, kde se nějaký čas doma skrýval. Při jedné z nečekaných razií jej díky štěstí a náhodě doma nenašli. To rozhodlo a Jindřich (ve snaze ochránit rodinu) odešel z domova a ponořil se do ilegality.

#### V ilegalitě
Gestapem hledaný Jindřich Klusák se nejprve ukrýval porůznu u svých známých na Moravě. Jednou (a to poslední) skrýší byl rodný dům jeho starých rodičů Jana Klusáka (1868–1956) a Marie Klusákové (rozené Honsové) ve Starči na Perku číslo 66. Konce druhé světové války se dočkal za značné materiální a psychické podpory svých příbuzných. Velkou měrou se na přežití Jindřicha Klusáka (silného diabetika) podílela rodina Cahových. Na jejich statku, kam se přivdala, bydlela sestra jeho manželky Marie paní Božena Cahová (rozená Malá).

#### Ostatní členové rodiny
V rámci hromadného zatýkání osob v Čechách a na Moravě – tzv. akci „E“ (Aktion Emigranten) někdy nazývaná jako „akce rukojmí“ – přišlo 17. září 1942 do domu Klusákových gestapo a zatklo Jindřichovu manželku Marii a jejich staršího syna Milana. Milan zakončil svoje středoškolské studium na třebíčském gymnáziu maturitní zkouškou složenou dne 1. června 1942 a v době zatčení pracoval jako praktikant v Rolnické mlékárně v Třebíči. Oba zatčení (Marie a Milan) byli převezeni nejprve do expozitury gestapa v Jihlavě a pak do internačního tábora ve Svatobořicích. Oba dva byli až do konce druhé světové války vězněni: Marie Klusáková v internačním táboře ve Svatobořicích (od začátku roku 1943 až do osvobození Svatobořic Rudou armádou 13. května 1945); Milan Klusák prošel postupně vězněním v Jihlavě, Svatobořicích a převážně pak byl držen v Brně v Kounicových kolejích (až do 18. dubna 1945).
V noci ze 17. na 18. září 1942 (po zatčení matky a staršího bratra) odešel Oldřich Klusák z prázdného domu. Nebyl ještě stár ani 17 let a nebyl tudíž v akci „E“ v hledáčku gestapa. Oldřich odešel na statek k Cahovým (na Červenou Hospodu), ke svému strýci a tetě, kteří se o něj postarali. Jak se přiblížila fronta, byl Oldřich Klusák nasazen na nucené zákopové práce do Přerova.

### Po druhé světové válce
Na statku rodiny Cahových na Červené hospodě se po skončení druhé světové války sešla celá rodina Klusákových. Podplukovník Jindřich Klusák byl dne 10. května 1945 povolán zpět do činné služby v československé armádě. Nastoupil krátce do posádky v Jihlavě a brzy pak do Brna, kde vykonával funkci posádkového velitele. (Rodina se přestěhovala do Brna.) Dekretem prezidenta republiky dr. Edvarda Beneše byl v říjnu 1946 povýšen do hodnosti plukovníka. V této hodnosti ukončil v roce 1950 ze zdravotních důvodů svoji vojenskou službu odchodem do výslužby. Ve starobním důchodu byl aktivním členem Svazu protifašistických bojovníků. Plukovník ve výslužbě Jindřich Klusák zemřel 13. listopadu 1967 v Třebíči.